# Ольшувка (Свентокшиське воєводство)
Ольшувка (пол. Olszówka) — село в Польщі, у гміні Лопушно Келецького повіту Свентокшиського воєводства.
Населення — 91 особа (2011).
У 1975-1998 роках село належало до Келецького воєводства.

## Демографія
Демографічна структура на день 31 березня 2011 року:
|          | Загалом | Допрацездатний вік | Працездатний вік | Постпрацездатний вік |
| -------- | ------- | ------------------ | ---------------- | -------------------- |
| Чоловіки | 47      | 11                 | 30               | 6                    |
| Жінки    | 44      | 15                 | 19               | 10                   |
| Разом    | 91      | 26                 | 49               | 16                   |